# Iamia
Iamia es un género de bacterias grampositivas de la familia Iamiaceae. Actualmente (2024) contiene una sola especie: Iamia majanohamensis. Fue descrita en el año 2009. Su etimología hace referencia al acrónimo del Instituto de Microbiología Aplicada de la Universidad de Tokio. El nombre de la especie hace referencia a Majanohama, en la isla Aka, Japón. Es aerobia e inmóvil. Tiene un tamaño de 0,3-0,5 μm de ancho por 1,2-1,7 μm de largo. Catalasa y oxidasa positivas. Forma colonias pequeñas, blancas, circulares, convexas, lisas y brillantes en agar MA tras 3 semanas de incubación. Temperatura de crecimiento entre 15-40 °C, óptima de 28-30 °C. Tiene un contenido de G+C de 74,4%. Se ha aislado del pepino de mar Holothuria edulis en la isla Aka, Japón. 